# Брук-ам-Ціллер
Брук-ам-Ціллер (нім. Bruck am Ziller) — громада округу Швац у землі Тіроль, Австрія.
Брук-ам-Ціллер лежить на висоті 579 м над рівнем моря і займає площу 6,01 км². Громада налічує 993 мешканців.
Густота населення 165/км².
Громада Брук-ам-Ціллер розташована на схід від річки Ціллер, біля підніжжя стрімких гір. Крім осноновного села вона включає в себе розкидані хутори. Це здебільшого сільськогосподарський район.
|                                         |
| Брук-ам-Ціллер на мапі округу та землі. |

 Адреса управління громади: Dorf 40 a, 6260 Bruck am Ziller.